# آدم برايت
آدم برايت (بالإنجليزية: Adam Bright)‏ هو لاعب كرة قاعدة أسترالي، ولد في 11 أغسطس 1984 في ملبورن في أستراليا.

## وصلات خارجية
- آدم برايت على موقع دوري كرة القاعدة الرئيسي (الإنجليزية)
- آدم برايت على موقع دوري أستراليا لكرة القاعدة (الإنجليزية)
- آدم برايت على موقعبيزبول رفرنس.كوم (الدوري الثانوي) (الإنجليزية)